# UEFA EURO 2012予選・グループA
このページは、UEFA EURO 2012予選のグループAの結果をまとめたものである。このグループは、ドイツ、トルコ、ベルギー、オーストリア、アゼルバイジャン、カザフスタンの6カ国からなる。
1位チームはそのままUEFA EURO 2012本大会出場が決まる。2位の9か国のうち成績が最も上位の国も予選を通過。残る2位の8か国が2か国ずつ4組に分かれホーム・アンド・アウェーでのプレーオフを行い、勝利した4か国が予選を通過した。

## 順位表
| チーム           | 試 | 勝 | 分 | 敗 | 得 | 失 | 差  | 点 |
| ---------------- | -- | -- | -- | -- | -- | -- | --- | -- |
| ドイツ           | 10 | 10 | 0  | 0  | 34 | 7  | +27 | 30 |
| トルコ           | 10 | 5  | 2  | 3  | 13 | 11 | +2  | 17 |
| ベルギー         | 10 | 4  | 3  | 3  | 21 | 15 | +6  | 15 |
| オーストリア     | 10 | 3  | 3  | 4  | 16 | 17 | −1  | 12 |
| アゼルバイジャン | 10 | 2  | 1  | 7  | 10 | 26 | −16 | 7  |
| カザフスタン     | 10 | 1  | 1  | 8  | 6  | 24 | −18 | 4  |

| チーム  | チーム           | AWAY       | AWAY       | AWAY         | AWAY             | AWAY                 | AWAY             |
| チーム  | チーム           | ドイツの旗 | トルコの旗 | ベルギーの旗 | オーストリアの旗 | アゼルバイジャンの旗 | カザフスタンの旗 |
| ------- | ---------------- | ---------- | ---------- | ------------ | ---------------- | -------------------- | ---------------- |
| H O M E | ドイツ           | X          | 3-0        | 3-1          | 6-2              | 6-1                  | 4-0              |
| H O M E | トルコ           | 1-3        | X          | 3-2          | 2-0              | 1-0                  | 2-1              |
| H O M E | ベルギー         | 0-1        | 1-1        | X            | 4-4              | 4-1                  | 4-1              |
| H O M E | オーストリア     | 1-2        | 0-0        | 0-2          | X                | 3-0                  | 2-0              |
| H O M E | アゼルバイジャン | 1-3        | 1-0        | 1-1          | 1-4              | X                    | 3-2              |
| H O M E | カザフスタン     | 0-3        | 0-3        | 0-2          | 0-0              | 2-1                  | X                |

## 競技日程と結果
競技日程は、2010年2月21日および22日にドイツ・フランクフルトで行われたミーティングによって決定された。

| 2010年9月3日 22:00 (UTC+6) |

| カザフスタン | 0 - 3    | トルコ                                  |
|              | レポート | アルダ 24分 · ハミト 26分 · ニハト 76分 |

| アスタナ・アリーナ（アスタナ） 観客数: 15,800人 主審: ヴァド・イシュトヴァーン |

| 2010年9月3日 20:45 (UTC+2) |

| ベルギー | 0 - 1    | ドイツ        |
|          | レポート | クローゼ 51分 |

| ボードゥアン国王競技場（ブリュッセル） 観客数: 41,126人 主審: テリェ・ハウゲ |

| 2010年9月7日 21:00 (UTC+3) |

| トルコ                                  | 3 - 2    | ベルギー                    |
| ハミト 48分 · セミフ 66分 · アルダ 78分 | レポート | ファン・ブイテン 28分, 68分 |

| シュクリュ・サラジオウル・スタジアム（イスタンブール） 観客数: 43,538 主審: ダミル・スコミナ |

| 2010年9月7日 20:30 (UTC+2) |

| オーストリア                      | 2 - 0    | カザフスタン |
| リンツ 90+1分 · ホッファー 90+2分 | レポート |              |

| レッドブル・アレーナ（ザルツブルク） 観客数: 22,500人 主審: マリヨ・ストラホニャ |

| 2010年9月7日 20:45 (UTC+2) |

| ドイツ | 6 - 1    | アゼルバイジャン  |
| ヴェスターマン 28分 · ポドルスキ 45+1分 · クローゼ 45+2分, 90+2分 · サジゴフ 53分 (o.g.) · バトシュトゥバー 86分 | レポート | ジャヴァドフ 62分 |

| ラインエネルギーシュタディオン（ケルン） 観客数: 43,751人 主審: マルクス・ストレムベルグソン |

| 2010年10月8日 22:00 (UTC+6) |

| カザフスタン | 0 - 2    | ベルギー              |
|              | レポート | オグンジミ 52分, 70分 |

| アスタナ・アリーナ（アスタナ） 観客数: 8,500人 主審: マルチン・ボルスキー |

| 2010年10月8日 20:30 (UTC+2) |

| オーストリア                                       | 3 - 0    | アゼルバイジャン |
| プリョードル 3分 · アルナウトヴィッチ 53分, 90+2分 | レポート |                  |

| エルンスト・ハッペル・シュターディオン（ウィーン） 観客数: 26,500人 主審: ニコライ・ヴォルクァルツ |

| 2010年10月8日 20:45 (UTC+2) |

| ドイツ                            | 3 - 0    | トルコ |
| クローゼ 42分, 87分 · エジル 79分 | レポート |        |

| ベルリン・オリンピアシュタディオン（ベルリン） 観客数: 74,244人 主審: ハワード・ウェブ |

| 2010年10月12日 20:00 (UTC+5) |

| アゼルバイジャン    | 1 - 0    | トルコ |
| R. F. サジゴフ 38分 | レポート |        |

| トフィク・バフラモフ・スタジアム（バクー） 観客数: 29,500人 主審: アレクサンドル・デアコヌ |

| 2010年10月12日 23:00 (UTC+6) |

| カザフスタン | 0 - 3    | ドイツ                                        |
|              | レポート | クローゼ 48分 · ゴメス 76分 · ポドルスキ 85分 |

| アスタナ・アリーナ（アスタナ） 観客数: 18,000人 主審: アレクサンドル・トゥドール |

| 2010年10月12日 20:45 (UTC+2) |

| ベルギー                                                            | 4 - 4    | オーストリア                                                      |
| ヴォセン 11分 · フェライニ 47分 · オグンジミ 87分 · ロンバーツ 89分 | レポート | シーマー 14分, 62分 · アルナウトヴィッチ 29分 · ハルニック 90+3分 |

| ボードゥアン国王競技場（ブリュッセル） 観客数: 24,231人 主審: マイク・ディーン |

| 2011年3月25日 20:30 (UTC+1) |

| オーストリア | 0 - 2    | ベルギー             |
|              | レポート | ヴィツェル 6分, 50分 |

| エルンスト・ハッペル・シュターディオン（ウィーン） 観客数: 45,000人 主審: ウラディスラフ・ベズボロドフ |

| 2011年3月26日 20:00 (UTC+1) |

| ドイツ                                   | 4 - 0    | カザフスタン |
| クローゼ 3分, 88分 · ミュラー 25分, 43分 | レポート |              |

| フリッツ・ヴァルター・シュタディオン（カイザースラウテルン） 観客数: 47,849人 主審: アレクサンダル・ストフレフ |

| 2011年3月29日 20:30 (UTC+3) |

| トルコ                        | 2 - 0    | オーストリア |
| アルダ 28分 · ギョクハン 78分 | レポート |              |

| シュクリュ・サラジオウル・スタジアム（イスタンブール） 観客数: 40,420人 主審: パヴェル・クラロヴェツ |

| 2011年3月29日 20:45 (UTC+2) |

| ベルギー                                                                   | 4 - 1    | アゼルバイジャン |
| フェルトンゲン 12分 · シモンス 32分 (pen.) · シャドリ 45分 · ヴォセン 74分 | レポート | アビショフ 16分  |

| ボードゥアン国王競技場（ブリュッセル） 観客数: 34,985人 主審: ダニエル・ステーンハンマル |

| 2011年6月3日 19:00 (UTC+6) |

| カザフスタン          | 2 - 1    | アゼルバイジャン |
| グリディン 57分, 68分 | レポート | ナディロフ 63分  |

| アスタナ・アリーナ（アスタナ） 観客数: 10,000人 主審: ユアン・ノリス |

| 2011年6月3日 20:35 (UTC+2) |

| オーストリア             | 1 - 2    | ドイツ            |
| フリードリヒ 50分 (o.g.) | レポート | ゴメス 44分, 90分 |

| エルンスト・ハッペル・シュターディオン（ウィーン） 観客数: 47,500人 主審: マッシモ・ブサッカ |

| 2011年6月3日 20:45 (UTC+2) |

| ベルギー       | 1 - 1    | トルコ      |
| オグンジミ 4分 | レポート | ブラク 22分 |

| ボードゥアン国王競技場（ブリュッセル） 観客数: 44,185人 主審: ニコラ・リッツォーリ |

| 2011年6月7日 22:00 (UTC+5) |

| アゼルバイジャン    | 1 - 3    | ドイツ                                        |
| M.ヒュセイノフ 89分 | レポート | エジル 30分 · ゴメス 41分 · シュールレ 90+3分 |

| トフィク・バフラモフ・スタジアム（バクー） 観客数: 29,858人 主審: ミハイル・クークラキス |

| 2011年9月2日 21:00 (UTC+5) |

| アゼルバイジャン  | 1 - 1    | ベルギー             |
| R.アリイェフ 86分 | レポート | シモンス 55分 (pen.) |

| トフィク・バフラモフ・スタジアム（バクー） 観客数: 9,300人 主審: リー・プロバート |

| 2011年9月2日 20:00 (UTC+3) |

| トルコ                      | 2 - 1    | カザフスタン        |
| ブラク 31分 · アルダ 90+6分 | レポート | コニスバイェフ 55分 |

| トルコ・テレコム・アリーナ（イスタンブール） 観客数: 47,756人 主審: クレマン・トゥルパン |

| 2011年9月2日 20:45 (UTC+2) |

| ドイツ                                                                               | 6 - 2    | オーストリア                              |
| クローゼ 8分 · エジル 23分, 47分 · ポドルスキ 28分 · シュールレ 83分 · ゲッツェ 88分 | レポート | アルナウトヴィッチ 42分 · ハルニック 51分 |

| アレナ・アウフシャルケ（ゲルゼンキルヒェン） 観客数: 53,313人 主審: パオロ・タグリアヴェント |

| 2011年9月6日 20:00 (UTC+5) |

| アゼルバイジャン                                               | 3 - 2    | カザフスタン                                    |
| R.アリイェフ 53分 · シュクロフ 62分 (pen.) · ジャヴァドフ 67分 | レポート | オスタペンコ 20分 · イェフスティグネイェフ 77分 |

| トフィク・バフラモフ・スタジアム（バクー） 観客数: 9,112人 主審: アンデルス・ヘルマンセン |

| 2011年9月6日 20:30 UTC+2 |

| オーストリア | 0 - 0    | トルコ |
|              | レポート |        |

| エルンスト・ハッペル・シュターディオン（ウィーン） 観客数: 47,500人 主審: アルベルト・ウンディアーノ |

| 2011年10月7日 21:00 (UTC+5) |

| アゼルバイジャン | 1 - 4    | オーストリア                                                    |
| ナディロフ 74分  | レポート | イヴァンシッツ 34分 · ヤンコ 52分, 62分 · ユヌゾヴィッチ 90+1分 |

| ダルガ・アレナ（バクー） 観客数: 6,000人 主審: シュテファン・シュトゥーダー |

| 2011年10月7日 21:30 UTC+3 |

| トルコ      | 1 - 3    | ドイツ                                                             |
| ハカン 79分 | レポート | ゴメス 35分 · ミュラー 66分 · シュヴァインシュタイガー 86分 (pen.) |

| トルコ・テレコム・アリーナ（イスタンブール） 観客数: 49,532人 主審: マーティン・アトキンソン |

| 2011年10月7日 20:45 UTC+2 |

| ベルギー                                                               | 4 - 1    | カザフスタン               |
| シモンス 40分 (pen.) · アザール 43分 · コンパニ 49分 · オグンジミ 84分 | レポート | ヌルダウレトフ 86分 (pen.) |

| ボードゥアン国王競技場（ブリュッセル） 観客数: 29,758人 主審: ミロラド・マジッチ |

| 2011年10月11日 22:00 (UTC+6) |

| カザフスタン | 0 - 0    | オーストリア |
|              | レポート |              |

| アスタナ・アリーナ（アスタナ） 観客数: 11,000人 主審: ハネス・カーシク |

| 2011年10月11日 19:00 (UTC+2) |

| ドイツ                                      | 3 - 1    | ベルギー        |
| エジル 30分 · シュールレ 33分 · ゴメス 48分 | レポート | フェライニ 86分 |

| エスプリ・アレーナ（デュッセルドルフ） 観客数: 48,483人 主審: スヴェイン・オッドヴァル・モーエン |

| 2011年10月11日 20:00 (UTC+3) |

| トルコ      | 1 - 0    | アゼルバイジャン |
| ブラク 60分 | レポート |                  |

| トルコ・テレコム・アリーナ（イスタンブール） 観客数: 32,174人 主審: ペーター・ラスムセン |